# Carei
Pour l’article homonyme, voir Careï (homonymie).
Carei (en hongrois Nagykároly, en allemand Großkarl, en slovaque Krula et en yiddish קראלי (Krula)) est une ville roumaine du județ de Satu Mare, dans la région traditionnelle de Transylvanie et dans la région de développement du Nord-ouest.
Elle comptait 2 112 habitants en 2011, à 52 % hongrois, pour un tiers calvinistes et pour deux tiers catholiques de rite romain, et à 39 % roumains, pour moitié catholiques de rite grec et pour l'autre moitié orthodoxes ; les autres groupes ethniques sont des Allemands, des Roms et des Slovaques.

## Géographie
La ville de Carei est située à l'ouest du județ, à la frontière avec la Hongrie, dans le nord-ouest de la plaine de Carei (partie est de la grande plaine de Pannonie), à proximité de la rivière Crasna, à 34 km au sud-ouest de Satu Mare, le chef-lieu du județ.
Carei est située à 8 km de la frontière avec la Hongrie et à 97 km au nord-est d'Oradea.
La municipalité est composée de la ville de Carei elle-même et du village de Ianculești (population en 2002) :
- Carei (22 781) ;
- Ianculești (401).

Le climat de Carei est un continental aux hivers rudes et aux étés chauds et secs.

## Histoire

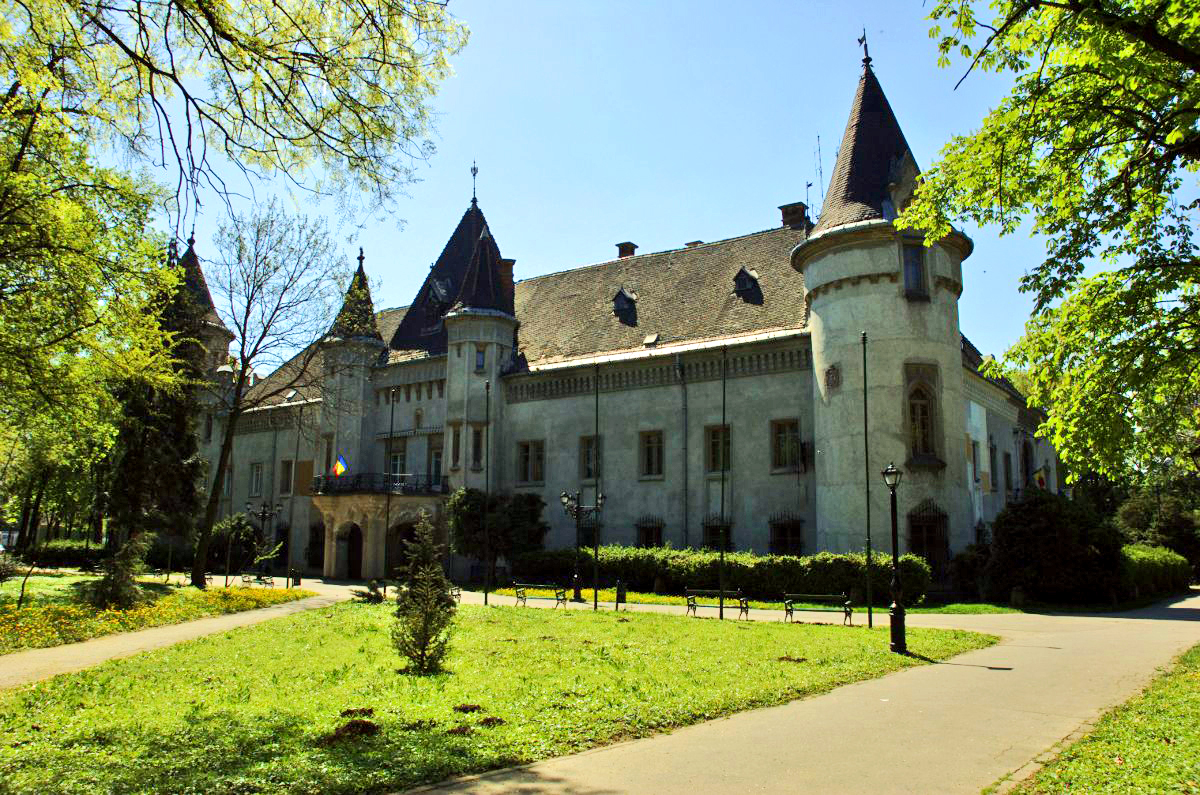
La façade du château de Carei

La ville est mentionnée pour la première fois en 1320 sous le nom de villa Carul, sur le domaine de la famille Károlyi, dont elle tire son nom car elle en fut la principale possession tout au long de son histoire. Dans les années 1920 les nationalistes roumains locaux ont, vainement, demandé qu'elle soit nommée en roumain Caru-Mare plutôt que Carei.
En 1326, la commune, qui appartenait alors au royaume de Hongrie, obtient du roi Charles Robert de Hongrie le droit de tenir un marché hebdomadaire. Au XVIe siècle elle fait partie de la principauté de Transylvanie (plus précisément du Partium), et au XVIIe siècle de l'empire des Habsbourg qui permet un fort développement de la ville avec une immigration de colons souabes catholiques. Les premières familles juives obtiennent des Habsbourg le droit de s'installer entre 1720 et 1740.
Au compromis de 1867 entre Autrichiens et Hongrois de l'empire d'Autriche, la ville est incluse dans le royaume de Hongrie, plus exactement dans le comitat de Satu Mare (Szatmár vármegye) auquel elle est rattachée en 1876. Carei obtient le statut de ville en 1871.

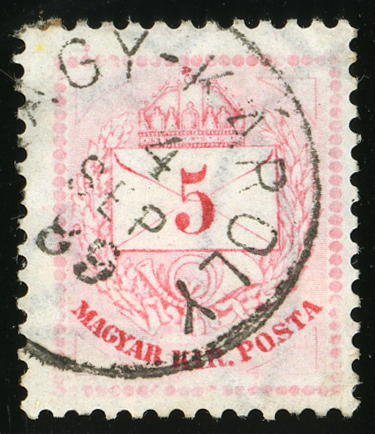
Timbre du Royaume de Hongrie de 1889, avec le cachet de Nagy-Károly

À l'issue de la Première Guerre mondiale, l'Autriche-Hongrie disparaît et la ville rejoint la Roumanie le 1er décembre 1918 (date devenue depuis la Fête nationale roumaine), ce qui est officialisé par le traité de Trianon en 1920. En 1926, elle perd son rôle administratif de chef-lieu du județ au profit de Satu Mare et elle est intégrée au județ de Sălaj comme chef-lieu d'arrondissement (plașa).
En 1940, à la suite du deuxième arbitrage de Vienne, elle revient à la Hongrie jusqu'en 1944, période durant laquelle sa communauté juive est décimée par les croix-fléchées et leur gouvernement fasciste. Elle est reprise par la contre-offensive des forces soviéto-roumaines le 24 octobre 1944 (date devenue depuis la Fête de l'Armée roumaine). Son retour à la Roumanie est officialisé après la Seconde Guerre mondiale par le traité de Paris en 1947.
Administrativement, la ville a fait partie de la région de Baia Mare entre 1952 et 1960, puis de la région de Maramureș entre 1960 et 1968, et du județ de Satu Mare depuis 1968.

## Politique
| Parti | Parti                                      | Sièges |
| ----- | ------------------------------------------ | ------ |
|       | Union démocrate magyare de Roumanie (UDMR) | 12     |
|       | Parti social-démocrate (PSD)               | 3      |
|       | Parti national libéral (PNL)               | 10     |
|       | Alliance des libéraux et démocrates (ALDE) | 2      |

## Démographie
Carei a beaucoup souffert des vicissitudes du XXe siècle, notamment les persecutions et le Holocaust des Juifs pendant la Seconde Guerre mondiale et des expulsions de Hongrois et d'Allemands qui l'ont suivie.
En 1910, à l'époque austro-hongroise, la ville comptait 216 Roumains (1,34 %), 15 772 Hongrois (98,10 %) et 63 Allemands (0,39 %) mais ce recensement considérait comme Hongrois quiconque comprenait cette langue.
En 1930, on dénombrait 5 603 Roumains (34,93 %), 5 637 Hongrois (35,14 %), 1 719 Allemands (10,72 %), 2 329 Juifs (14,52 %), 186 Roms (1,16 %) et 345 Ukrainiens (2,15 %).
En 1956, après la Seconde Guerre mondiale, 5 386 Roumains (32,10 %) côtoyaient 10 894 Hongrois (64,92 %), 25 Allemands (0,15 %) et 64 Juifs (0,38 %).
En 2002, la commune comptait 9 634 Roumains (41,55 %), 12 596 Hongrois (54,33 %), 524 Allemands (2,26 %), 385 Roms (1,66 %) et 24 Ukrainiens (0,10 %). On comptait à cette date 8 373 ménages et 9 749 logements.
Lors du recensement de 2011, 51,86 % de la population se déclarent hongrois, 38,25 % roumains, 2,26 % allemands et 2,18 % comme roms (0,14 % déclarent une autre appartenance ethnique et 5,27 % ne déclarent pas d'appartenance ethnique).

### Religions
En 2002, la composition religieuse de la municipalité était la suivante :
- Catholiques romains, 35,52 % ;
- Chrétiens orthodoxes, 34,75 % ;
- Réformés, 20,74 % ;
- Grecs-Catholiques, 7,28 % ;
- Pentecôtistes, 0,34 % ;
- Baptistes, 0,26 % ;
- Adventistes du septième jour, 0,24 %.

## Économie
Carei est depuis très longtemps un important centre commercial et un grand marché agricole. Elle s'est industrialisée au cours du XXe siècle (industries alimentaires, mobilier).

## Communications

### Routes
Carei est située au croisement des routes nationales DN19 (Route européenne 671) Satu Mare-Oradea et DN1F Hongrie-Zalău-Cluj-Napoca.

### Voies ferrées
Carei est un nœud ferroviaire depuis l'ouverture de la ligne Debrecen-Satu Mare à laquelle se sont adjointes par la suite les lignes vers Săcueni et Oradea et vers Sărmășag, Zalău et Jibou.

## Lieux et monuments

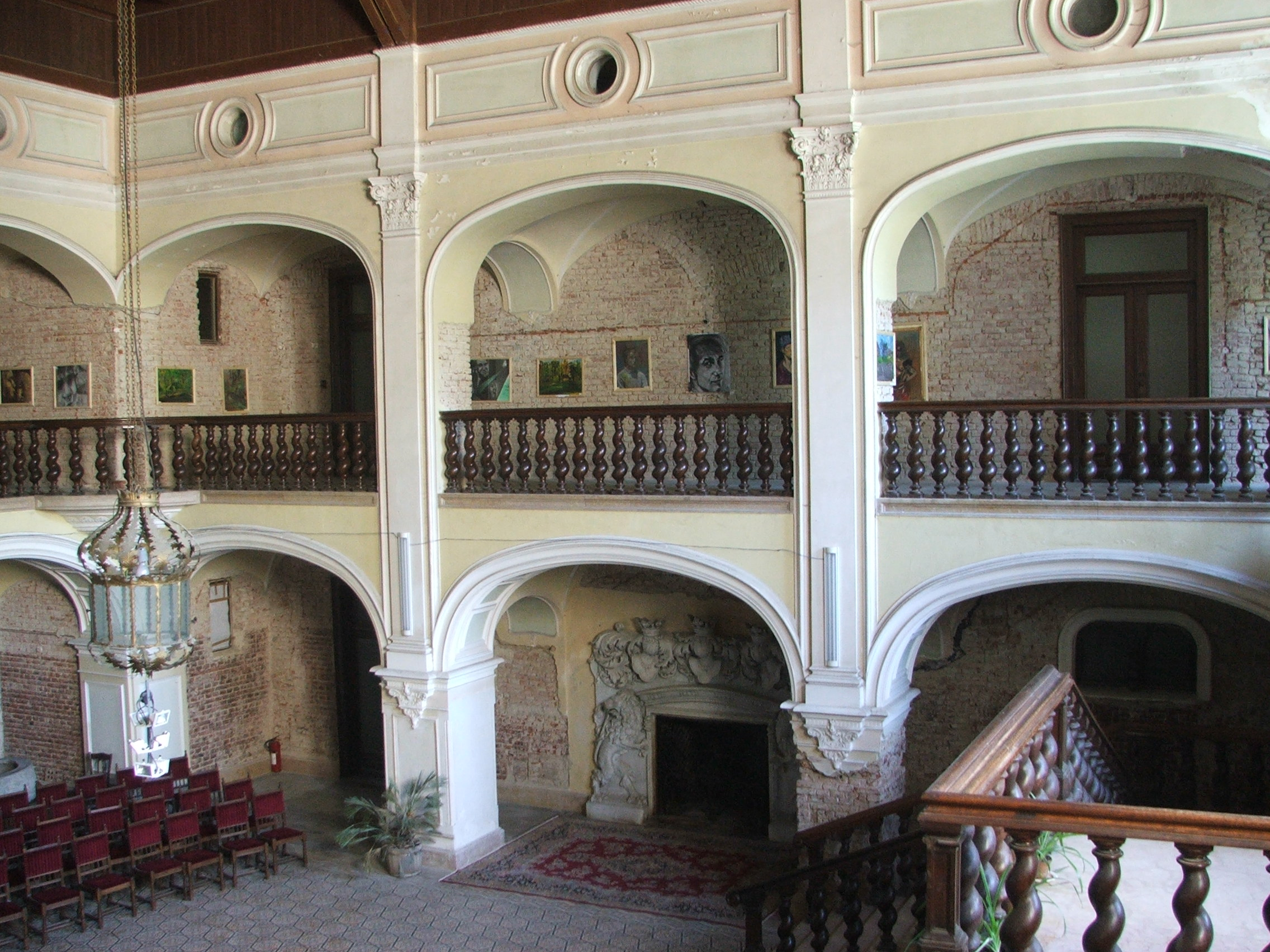
Salle du château : des concerts y sont donnés.

La ville de Carei est riche de nombreux monuments, témoins de son prestigieux passé. Le plus connu est le château Károlyi, au centre de la cité, construit au XIVe siècle, transformé aux XVIIIe et XIXe siècles, entouré d'un vaste parc devenu arboretum de nos jours.
Autres monuments :
- Église grecque-catholique des Sts Archanges, datant de 1737-1739[6].
- Église orthodoxe des Sts Archanges de 1752[7].
- Église catholique Saint Joseph Calasanz construite en style gothique au XVe siècle, restructurée en style baroque entre 1769 et 1791[8].
- église réformée construite entre 1746 et 1752[9].
- Synagogue, construite en 1866, rénovée en 1890[10].
- Théâtre municipal datant de 1907.
- Gare et hôtel de ville datant du début du XXe siècle.
- Monument commémoratif de la bataille de Carei en 1944.
- Cathédrale orthodoxe terminée en 1998 dans le style byzantin[11].

## Jumelages
- Orosháza (Hongrie) depuis 1991
- Nyírbátor (Hongrie) depuis 2000
- Mátészalka (Hongrie)

## Personnalités
- Gáspár Károli (en), (1529-1591), pasteur calviniste hongrois, qui fut le premier traducteur de la Bible (Bible de Viszoly) en hongrois en 1586.
- Oszkár Jászi (en), (1875-1957), historien et politicien hongrois, membre du gouvernement de Mihály Károlyi, émigré aux États-Unis après la Seconde Guerre Mondiale.
- Miklós Bródy (1877-1949), compositeur et joueur d'échecs hongrois puis roumain.
- Margit Kaffka, (1880-1918), écrivain de langue hongroise.
- Ștefan Ruha (ro), (1903-1994), violoniste roumain.
- Susanne Barth (de), (née en 1944), actrice allemande.
- Daniel Prodan, (né en 1972), footballeur roumain.
- Eric Bicfalvi, (né en 1988), footballeur roumain